# Basílica da Santissima Annunziata del Vastato

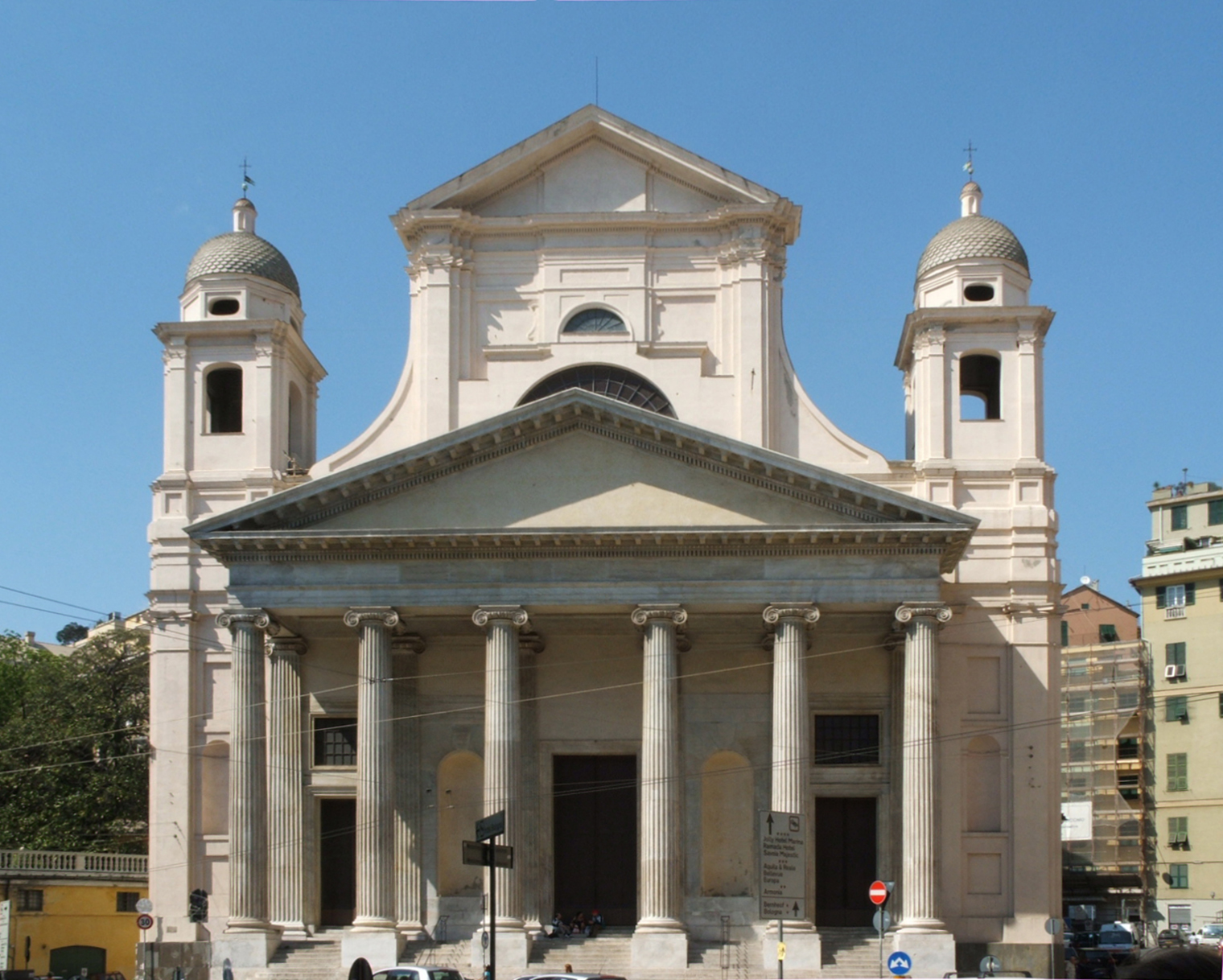
Fachada da Basílica

A Basílica da Santissima Annunziata del Vastato é uma local de culto Católica em Génova, localizada na Piazza della Nunziata, no distrito Prè. É uma das igrejas mais representativas da arte genovesa do Maneirismo tardio e, sobretudo, do Barroco do início do século XVII. A sua comunidade paroquial faz parte do vicariato "Centro Ovest" da arquidiocese de Génova.